# Bathylaimus stenolaimus
Bathylaimus stenolaimus är en rundmaskart som beskrevs av Steckhoven och De Coninck 1933. Bathylaimus stenolaimus ingår i släktet Bathylaimus och familjen Tripyloididae. Arten är reproducerande i Sverige. Inga underarter finns listade i Catalogue of Life.